# NGC 254
NGC 254 es una galaxia lenticular localizada en la constelación de Sculptor.